# Rolf Wirténs kulturpris
Rolf Wirténs kulturpris delades ut av Förre landshövdingen Rolf Wirténs Kulturstiftelse till ”personer som främjat det östgötska kulturlivet med betoning på ton, bild och ord. Utövningen ska ha anknytning till forskning, pedagogisk verksamhet och vara allmänt utvecklande av kulturlivet i Östergötland”. Den sista prisutdelningen ägde rum 2024, varefter stiftelsen kommer att avvecklas.

## Pristagare
- 2000 Hans Lundgren, dirigent
- 2001 Bertil Almlöf, konstnär
- 2002 Inget pris delades ut.

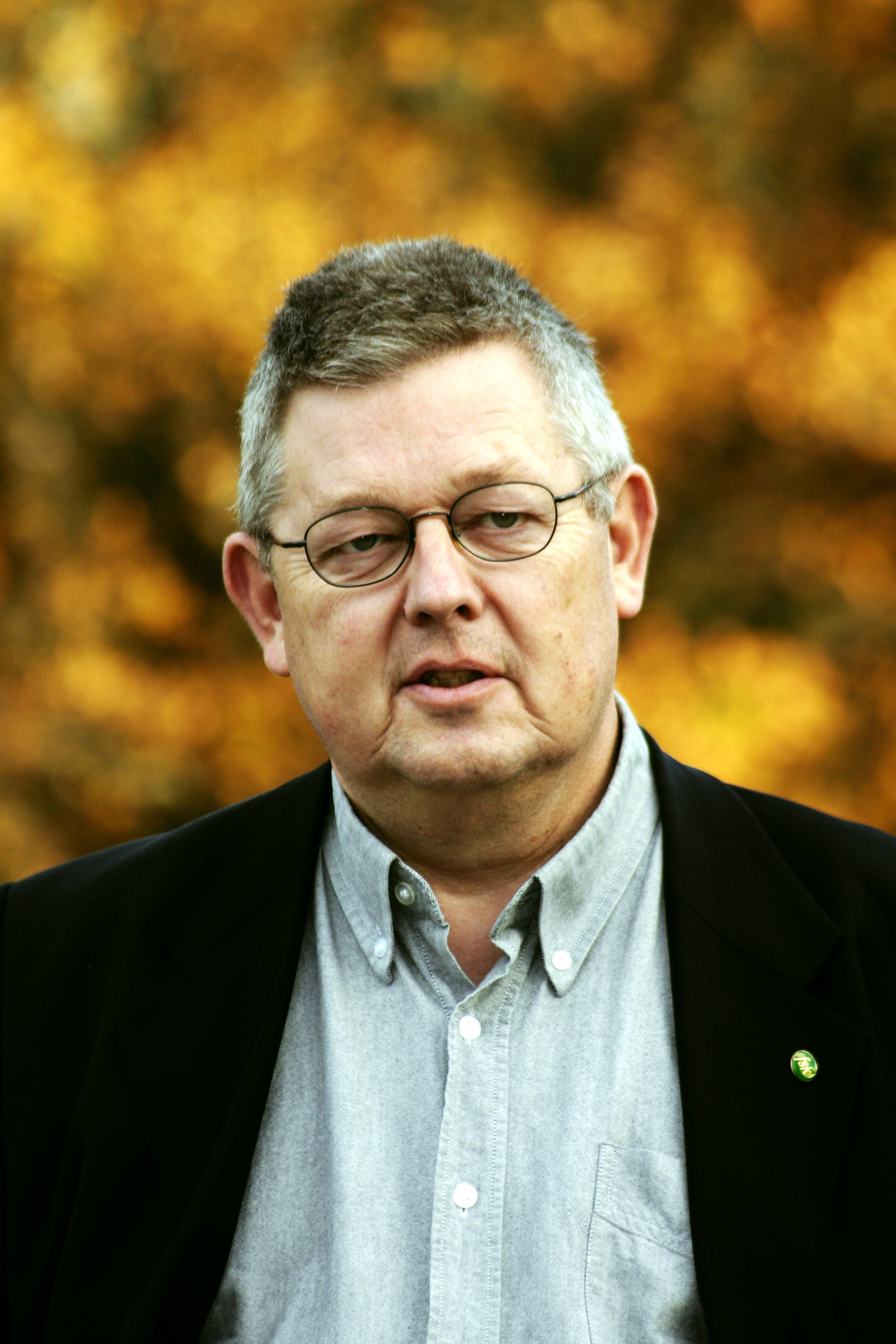
Hans Lundgren fick Rolf Wirténs kulturpris år 2000.

- 2003 Gunnar Lindqvist, tidigare museichef, författare
- 2004 Louise Hoffsten, sångerska
- 2005 Gunnar Gebbe Björkman, konstnär
- 2006 Gerda Antti, författare
- 2007 Johan Celander, teaterchef
- 2008 Bettina Kjellin, företagsledare och kulturpersonlighet
- 2009 Christer Elderud, fotograf
- 2010 Hans Hermansson, konstnär
- 2011 Berit Johansson, glaskonstnär
- 2012 Göran Bergengren, författare[2]
- 2013 Nils Spangenberg, vd och konstnärlig ledare för Vadstena-Akademien[3]
- 2014 Stina Opitz, konstnär[4]
- 2015 Martin Kylhammar, professor[5]
- 2016 Staffan Mårtensson, klarinettist[5]
- 2017 Emma Adbåge, författare och barnboksillustratör, samt Lisen Adbåge, illustratör, serietecknare och barnboksförfattare[5]
- 2018 Johan Dalene, violinist[5]
- 2019 Hasti Radpour, konstnär[6]
- 2020 Gunnar Elfström, historiker[7]
- 2021 Anton Forsberg, sångare, musiker och producent[5]
- 2022 Louise Johansson Waite, konstnär och kurator[8]
- 2023 Linköpings Studentsångare, Manskör vid Linköpings Universitet[9]
- 2024 Emelie Schepp, författare; Elin Redin, konstnär, samt Dan Larsson, klarinettist.[1]